# WikiHow
wikiHow è una wiki con lo scopo di diffondere il maggior numero possibile di guide. Il genere di guide raccolte spazia su ogni argomento, e vengono sempre spiegate con schemi, linguaggi semplici e consigli.
wikiHow pubblica contenuti sotto una licenza Creative Commons e usa una versione modificata di MediaWiki.

## Storia
Il 15 gennaio 2005, i due detentori di eHow, Jack Harrick e Josh Hannah, aprirono il sito wikiHow: un progetto con lo scopo collaborativo per costruire il «più grande manuale del mondo». Mentre eHow conteneva già migliaia di istruzioni su come fare migliaia di cose, wikiHow permetteva, e permette tuttora, a chiunque (come avviene di consueto per i siti wiki) di migliorare wikiHow, creando così una grandissima comunità di volontari, facendo diventare wikiHow sempre più grande. Il 28 aprile 2006, eHow fu venduta alla Demand Media e wikiHow fu lanciato come un sito indipendente, open source e di pubblico dominio.
Il 27 gennaio 2009, wikiHow raggiunge i 50 000 articoli. L'11 marzo del 2011, le voci presenti sul manuale open source sono 100 000. L'11 luglio 2014 le pagine sono 176 000, gli utenti sono più di 900 000 e il numero totale delle modifiche compiute raggiunge i sedici milioni.